# اکاتنو
اکاتنو (به اسپانیایی: Acateno) در مکزیک است که در پوئبلا واقع شده‌است.